# Большенікольське (Челябінська область)
Большенікольське (рос. Большеникольское) — село у Октябрському районі Челябінської області Російської Федерації.
Входить до складу муніципального утворення Нікольське сільське поселення. Населення становить 324 особи (2010). Населений пункт розташований на землях українського культурного та етнічного краю Сірий Клин.

## Історія
Від 4 листопада 1926 року належить до Октябрського району Челябінської області.
Згідно із законом від 15 вересня 2004 року органом місцевого самоврядування є Нікольське сільське поселення.

## Населення
| 2002 | 2010 |
| ---- | ---- |
| 517  | ↘324 |